# Neurologi
Neurologi är en gren av medicinen som behandlar sjukdomar i nervsystemet. Dock kan begreppet även syfta på studiet av nervsystemet i helhet. En läkare som är specialist i området kallas för neurolog och är utbildad för att diagnostisera, behandla och hantera patienter med neurologiska sjukdomar. Många neurologer är inblandade i klinisk forskning, kliniska prövningar men även grundforskning och kallas för neuroforskare. Psykologer kan genomgå en specialistutbildning och då bli neuropsykologer.

## Områden
Neurologiska sjukdomar är sjukdomar som drabbar centrala nervsystemet (hjärna och ryggmärg), perifera nervsystemet (perifera nerver inklusive kranialnerver), eller autonoma nervsystemet (delar som är lokaliserade både i centrala- och perifera nervsystemet). Neurologer diagnostiserar och behandlar även vissa muskulära sjukdomar.
Exempel på åkommor:
- huvudvärkssjukdomar som migrän, spänningshuvudvärk, Hortons huvudvärk, trigeminusneuralgi.
- epilepsi och kramper
- neurodegenerativa sjukdomar, till exempel Alzheimers sjukdom, Parkinsons sjukdom, Creutzfeld-Jakobs sjukdom och amyotrofisk lateralskleros.
- cerebrovaskulära sjukdomar, som stroke
- sömnstörningar
- cerebral pares
- infektioner i hjärnan som (encefalit) och hjärnhinneinflammation (meningit)
- infektioner som drabbar perifera nervsystemet, som botulism
- tumörsjukdomar, inklusive hjärntumörer och tumörer i ryggmärgen och perifera nervsystemet
- rörelsenedsättning som Parkinsons sjukdom, Huntingtons sjukdom, Tourettes syndrom
- demyeliniserande sjukdomar i centrala nervsystemet, som multipel skleros, och i perifera nervsystemet, som Guillain-Barrés syndrom
- ryggmärgssjukdomar – tumörer, missbildningar, infektioner
- perifera störningar i nerver eller muskler som polyneuropati och myastenia gravis
- mentala förändringar som koma och förvirring.

## Utbildningskrav
I Sverige har en neurolog läkarexamen, läkarlegitimation och 5 års specialistutbildning. Smärre variationer förekommer i andra länder.

## Neurologisk undersökning
Vid en neurologisk undersökning undersöker läkaren vakenhetsgrad, pupillreaktion, ögonrörelser, muskelstyrka, förmåga att koordinera rörelser, balans, känsel och olika reflexer. Det hjälper läkaren att fastställa om det är fråga om en sjukdom i nervsystemet.

## Kliniskt arbete
Neurologen är ansvarig för diagnos, behandling och hantering av alla ovanstående sjukdomar och flera andra. När kirurgi är nödvändig krävs en annan specialistkompetens, från en så kallad neurokirurg. Neurologer behandlar ofta patienter med ärftliga genetiska sjukdomar vars huvudsakliga symptom är neurologiska. En lumbalpunktion är en rutinmässig provtagning av ryggmärgsvätska som en neurolog genomför, antingen för att ställa diagnos eller följa sjukdomsförlopp.

## Samband med klinisk neurofysiologi
I vissa länder, till exempel USA och Tyskland, kan neurologer specialisera sig i klinisk neurofysiologi som bland annat utför EEG (hjärnvågsstatus), nervledningsundersökningar och EMG (elektrisk aktivitet i muskler). I andra länder är neurofysiologi en självständig disciplin (exempelvis i Sverige och Storbritannien).